# Psychický proces
Psychický proces je elementární součást psychické aktivity jedince, charakterizovaná relativní samostatností. Spolu s psychickými vlastnostmi a stavy patří mezi psychické jevy (fenomény) a tvoří psychickou strukturu subjektu v kontextu formování odrazů vnějšího i vnitřního prostředí.
Psychický proces představuje vnitřní aktivitu subjektu, zprostředkovanou materiální bází centrální nervové soustavy a funkčně neoddělitelnou od vnějšího prostředí (objektivní reality). Je zprostředkovatelem reálné interakce jedince a prostředí na všech úrovních psychiky. Jako složitě determinovaná složka lidské psychiky má psychický proces svůj obsah, průběh a výsledky. Tyto jeho atributy jsou závislé na individuálních dispozicích jedince, na spol. vývojových faktorech a na charakteru aktuálně stimulující situace.
Mezi psychické procesy patří procesy poznávací neboli kognitivní (vnímání, paměť, představivost, učení, myšlení, s poznávacími procesy souvisí též inteligence). Dále emoční a volní procesy.